# Șorecar himalayan
Șorecarul himalayan (Buteo refectus) este o pasăre de pradă de mărime medie spre mare, considerată uneori o subspecie a șorecarului comun (Buteo buteo), o specie foarte răspândită. Este originară din Himalaya în Nepal, India și munții adiacenți din sudul Chinei.
Anterior i s-a dat numele științific Buteo burmanicus, dar se știe acum că acest nume a fost aplicat anterior subspeciei migratoare din Asia continentală Buteo japonicus burmanicus, iar șorecarul din Himalaya a fost astfel redenumit Buteo refectus.

## Galerie

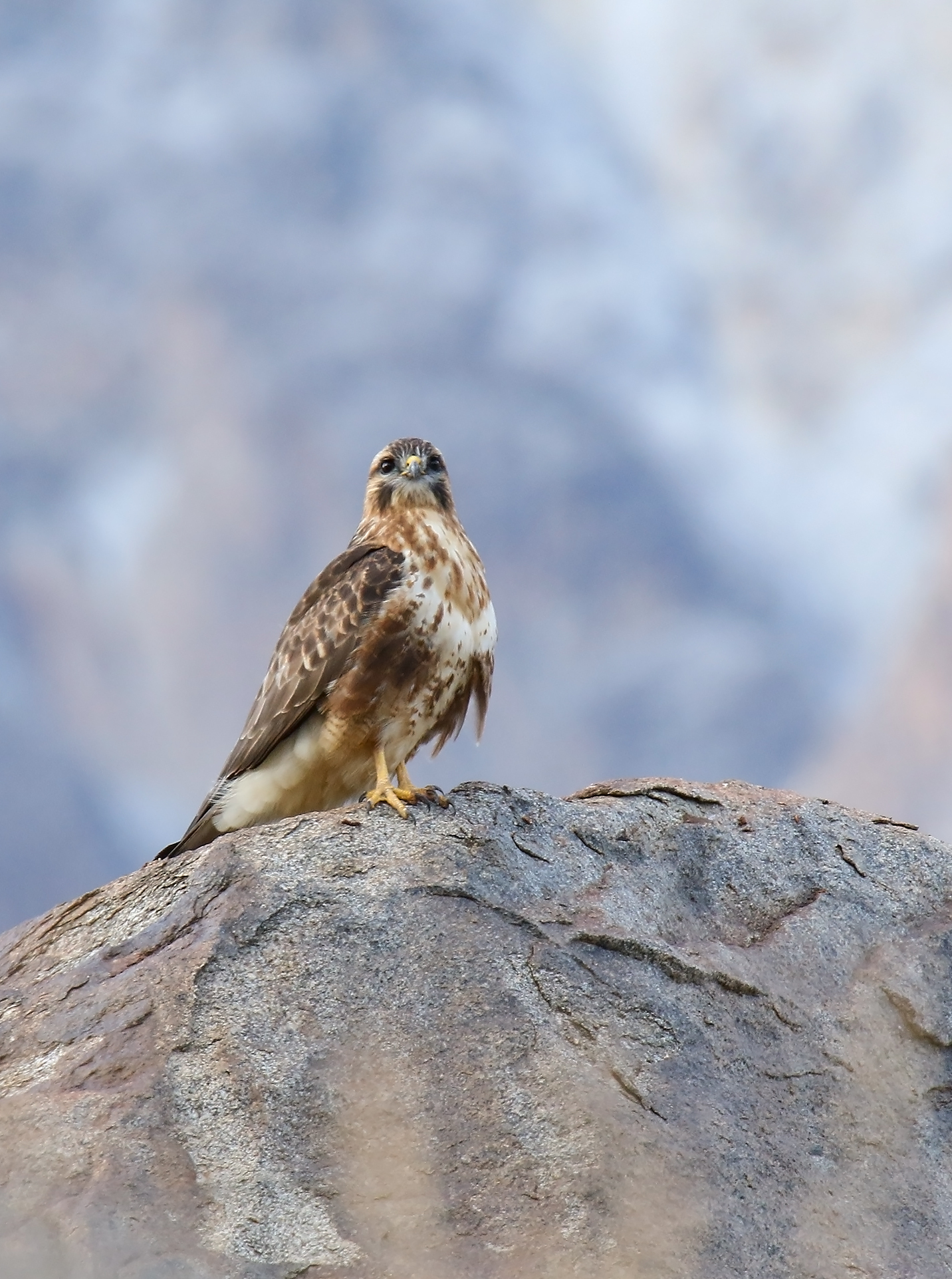
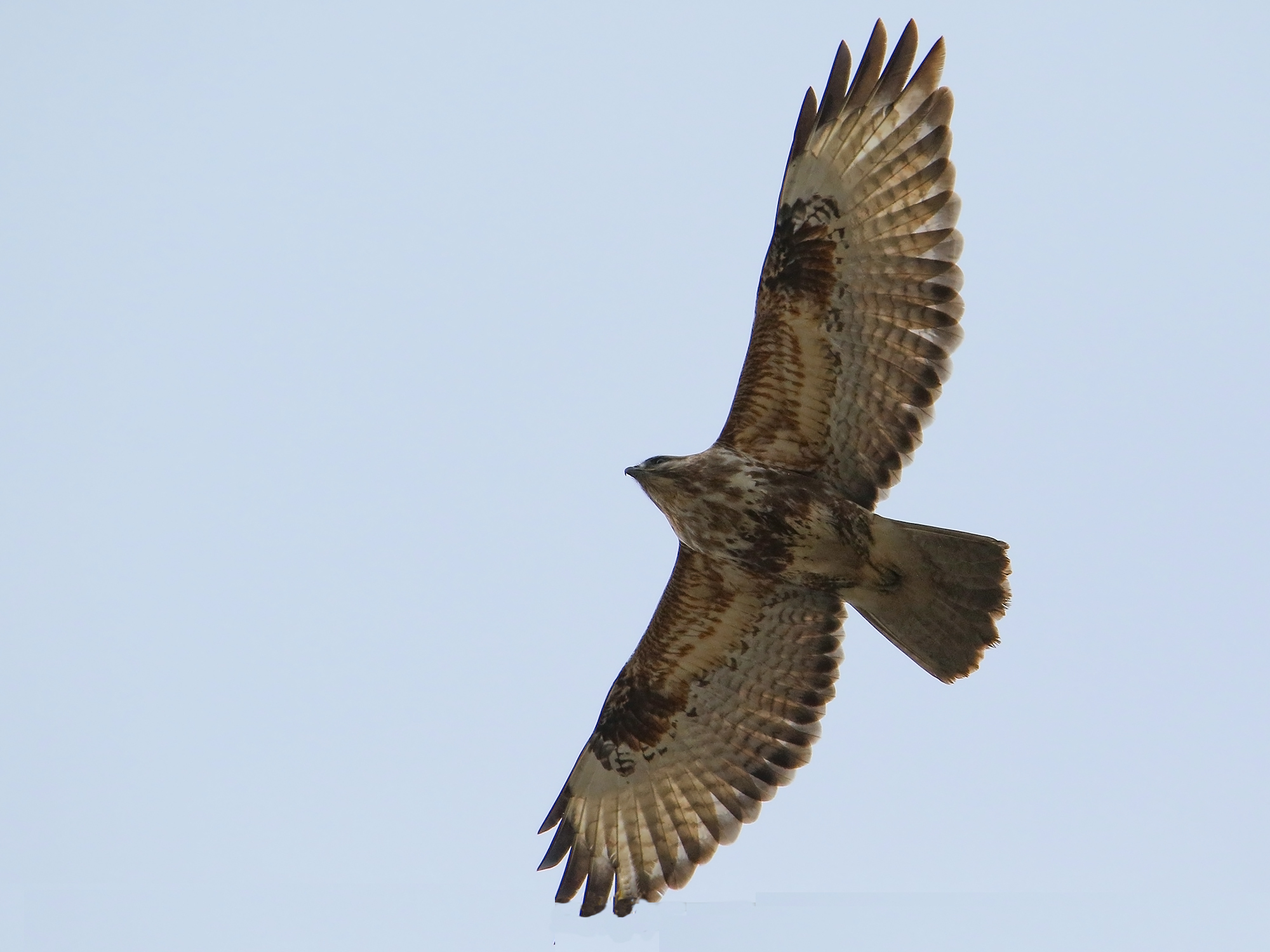